# Angel (Aerosmith-låt)
Angel är en låt av Aerosmith skriven av Steven Tyler och Desmond Child. Låten gavs ut 1988 som tredje singel från albumet Permanent Vacation (utgivet 1987) och nådde plats nummer 3 på Billboard Hot 100, vilket är det näst bästa från en Aerosmith-singel. På musikvideon kan man se Tyler spela piano och även de övriga bandmedlemmarna spelar instrument, på gatorna i en stad. Det visas också ett gitarrsolo av Joe Perry på en motorväg.